# Chūyō
El Chūyō (冲鷹 halcón celestial?) fue un portaaviones de escolta de la Armada Imperial Japonesa, que formaba la clase Taiyō junto con el Taiyō y el Unyō.

## Historial operativo
Fue comisionado originalmente como el transatlántico Nitta Maru el 23 de marzo de 1940, siendo requisado en febrero de 1941 para ser empleado como transporte militar. Trasladando a Japón prisioneros estadounidenses tras la Batalla de la Isla Wake, se decidió ejecutar a cinco miembros del servicio aéreo de la Armada de los Estados Unidos por su feroz defensa de la isla. Cinco de ellos fueron llevados a cubierta, vendados, obligados a arrodillarse, y decapitados con una katana. Posteriormente los cuerpos fueron mutilados con bayonetas y arrojados al mar.
Tras la Batalla de Midway se decidió convertirlo en portaaviones, proceso que se llevó a cabo en Kure entre agosto y noviembre de 1942. Sin embargo no vio combate, pues quedó relegado a tareas de transporte de aviones, material y personal, frecuentemente en compañía de sus gemelos. Pese a ser alcanzado por torpedos en dos ocasiones, logró llegar a puerto, ser reparado y volver al servicio.
El tercer ataque fue el definitivo. El 4 de diciembre de 1943, navegando junto al Unyō, y transportando a los prisioneros del submarino USS Sculpin, fue alcanzado en la posición (32°37′N 143°39′E / 32.617, 143.650), cerca de Hachijōjima por un torpedo del USS Sailfish. En las horas siguientes, el submarino realizó dos nuevos ataques, y tras ser alcanzado por entre cuatro y cinco torpedos, el Chūyō se hundió llevándose consigo a 1.250 personas, incluyendo 20 de los 21 prisioneros de guerra.